# Facultad de Derecho (Universidad de Colima)

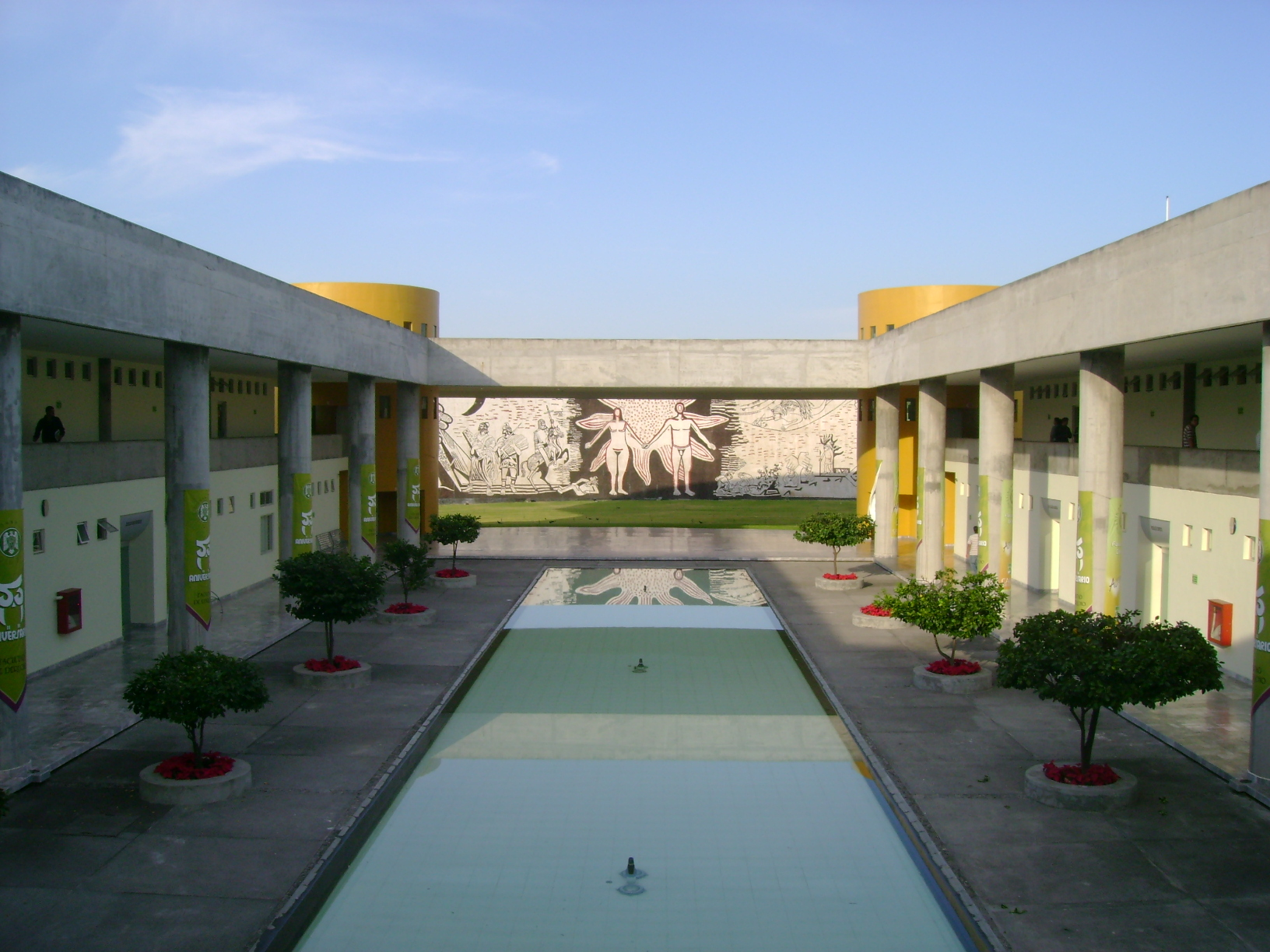
Interior de la Facultad de Derecho, con Mural de Adolfo Mexiac al fondo.

La Facultad de Derecho de la Universidad de Colima es uno de los principales planteles que conforman a la Universidad de Colima. Se encontraba radicado en el Campus Central de la Universidad hasta la creación del edificio institucional en 2000 durante la rectoría de Carlos Salazar Silva.

## Historia
El 2 de agosto de 1958 se publicó en el Diario Oficial del Estado de Colima el decreto n.º 110 del Congreso de Colima, ordenando la creación de la Escuela de Leyes, misma que sería dependiente de la Universidad de Colima.
Finalmente el 17 de septiembre de 1958 comenzó el primer curso de actividades de la Escuela de Leyes, hoy Facultad, nacida por impulso del gobierno estatal del Ing. Rodolfo Chávez Carrillo.

## Egresados Notables
Gustavo Vázquez Montes quien fue diputado local, presidente municipal y gobernador del estado de Colima, Silverio Cavazos quien fue gobernador de Colima, José Ramón Cossío Díaz ministro de la  Suprema Corte de Justicia de la Nación, Rogelio Guedea Abogado y escritor. Carlos de la Madrid Virgen abogado, director de la facultad y gobernador del estado de Colima, Fernando Moreno Peña rector de la Universidad de Colima y gobernador del estado.

## Programas académicos
Licenciaturas
- Licenciatura en Derecho

Maestrías
- Maestría en Derecho

Doctorados
- Doctorado Interinstitucional en Derecho, integrado al Programa Nacional de Posgrados del CONACYT

## Directores

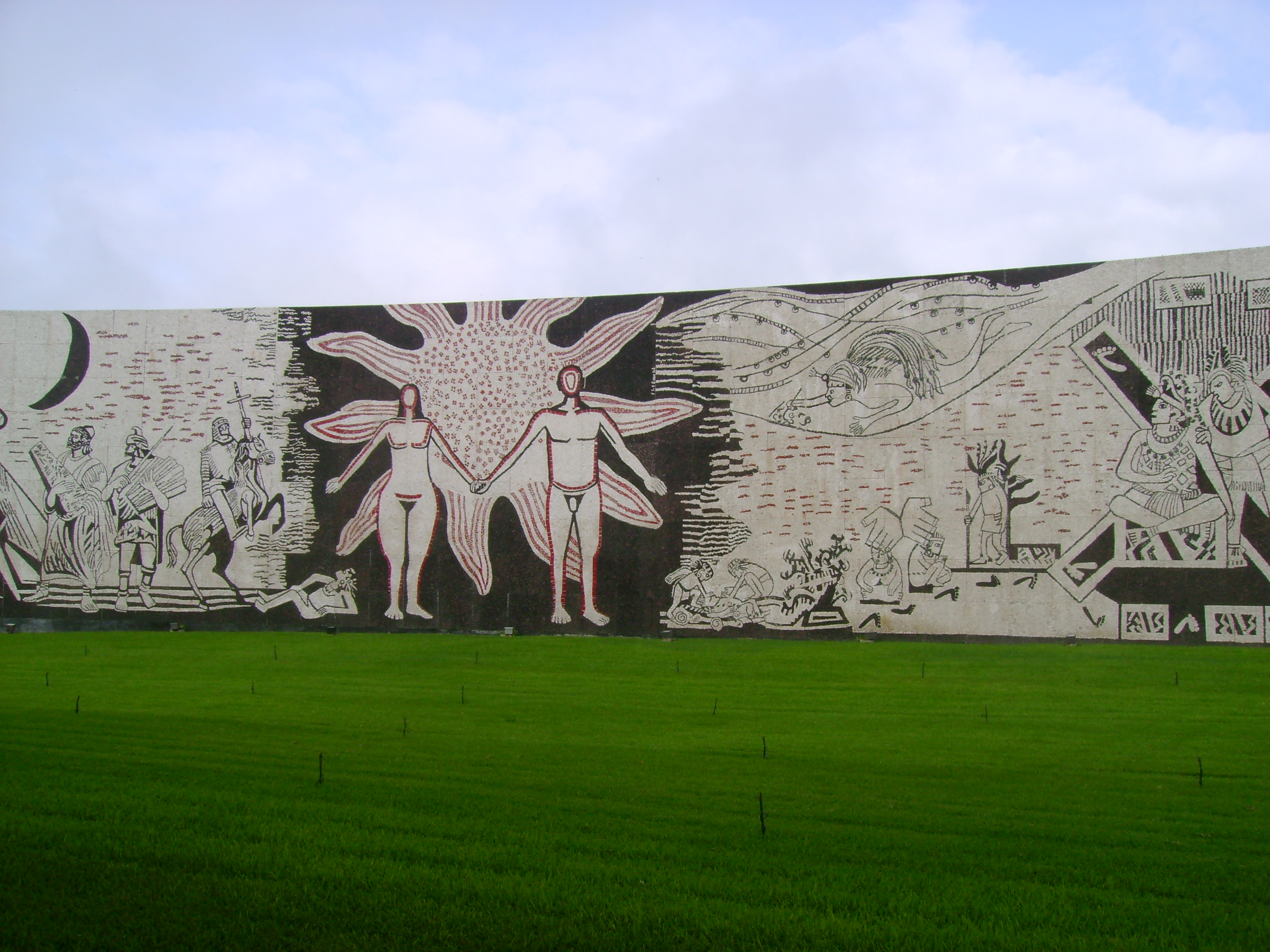
Mural de Adolfo Mexiac.

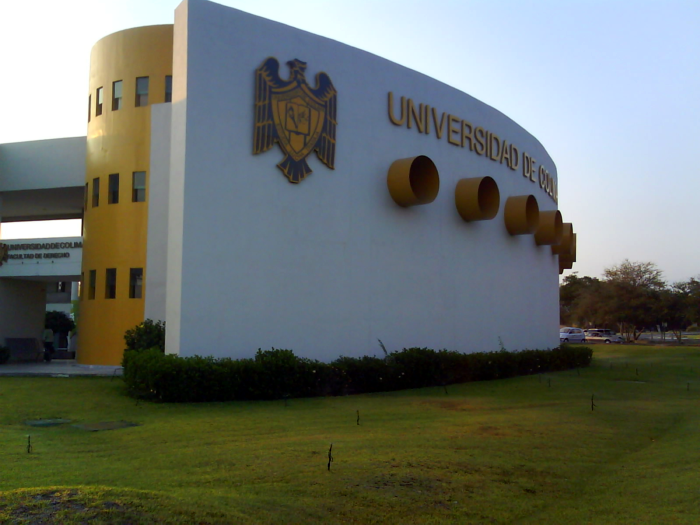
Entrada.

| Director                        | Periodo        |
| ------------------------------- | -------------- |
| Jesús Ahumada Orozco            | 1958 - 1961    |
| Manuel Ahumada Orozco           | 1961           |
| Ángel Rodríguez Cartas          | 1961 - 1962    |
| Ángel Reyes Navarro             | 1962 - 1965    |
| Mario de la Madrid de la Torre  | 1965 - 1968    |
| Ramón Saucedo Morales           | 1968 - 1971    |
| José Guillermo Ruelas Ocampo    | 1971 - 1980    |
| Gustavo García Amezcua          | 1980 - 1984    |
| Héctor Gustavo Anguiano Sánchez | 1984 - 1988    |
| Jesús Francisco Coello Torres   | 1988 - 1982    |
| Jaime René Martínez Torres      | 1992 - 1996    |
| Daniel Peralta Cabrera          | 1996 - 1997    |
| Mario de la Madrid Andrade      | 1997 - 2001    |
| Carlos Garibay Paniagua         | 2001 - 2004    |
| René Rodríguez Alcaraz          | 2004 - 2009    |
| Carlos de la Madrid Virgen      | 2009 - 2014    |
| Mario de la Madrid Andrade      | 2014 - 2018    |
| Enoc Francisco Morán Torres     | 2018 - 2022    |
| Jessica Cristina Romero Michel  | 2022-presente. |